# ミラクルチロル44キロ
『ミラクルチロル44キロ』（ミラクルチロルよんじゅうよんキロ）は、木村航による日本のライトノベル。イラストは三月まうすが担当している。メガミ文庫（学習研究社）にて2008年11月から2009年1月まで刊行された。2009年10月には姉妹編である『マジカルパンプキン44キロ』が同レーベルより刊行された。
伊東フミによる漫画化作品が『カグヤ』（新書館）vol. 1（2009年9月発売）からvol. 8（2010年11月発売）まで連載され、第9話・最終話がウェブマガジンウィングス（新書館）にて2011年1月から3月にかけて公開された。

## ストーリー
大学生・田丸萬太は、大量のチロルチョコを持って暮れも押し迫る冬場の街頭に立ち「いのちの募金」を呼びかけていた。「いのちの募金」は承諾書の「私のいのちを、1［　］だけ分けてあげます」とある空欄に時間の単位を書き込むことで契約が成立し、大抵の人は「秒」の文字を書き込んで引き換えにチロルチョコを1個もらっていた。
通りがかりに「いのちの募金」を見かけて興味を持った中学生・静つぼみは承諾書の趣旨をよく理解しないまま空欄に「生」と書き込んだことにより、一生を募金してしまう。
翌朝、田丸は登校前のつぼみを捕まえて昨日、承諾書に書いた「生」が「秒」や「分」の間違いではないかと問い質す。つぼみが放課後、再び昨日と同じ街頭へ出向くと、フェレスと名乗る左目に眼帯をした無表情な女性から、契約を履行する意志が無い場合は返品しても構わないと説明される。但し、期限は承諾書を交わした日から2ヶ月後、来年の2月14日。
こうして田丸と知り合ったつぼみは募金活動に協力するようになり、田丸に対して次第に好意を抱き始める。しかし、田丸が「いのちの募金」を呼びかける理由は死別した恋人を現世に蘇らせるためであった。

## 登場人物
静つぼみ（しずか つぼみ）
中学生。街頭で見かけた「いのちの募金」の承諾書に誤って「生」と書き込み一生を捧げる契約をしてしまったことを契機に田丸と知り合い、次第に田丸へ好意を抱き始める。
田丸萬太（たまる まんた）
大学生。死別した恋人を現世に蘇らせるため、間島総研と名乗る組織の協力を得てチロルチョコと引き換えに募金者の寿命を分けてもらう「いのちの募金」に勤しんでおり、大学の授業にはほとんど出席していない。

## 既刊一覧

### 小説
- 木村航（著） / 三月まうす（イラスト） 『ミラクルチロル44キロ』 学習研究社〈メガミ文庫〉、全2巻
  1. 「Aパート･チロルアレンジ」2008年12月4日初版発行（11月27日発売[1]）、ISBN 978-4-05-903526-8
  2. 「Bパート･ミラクルフレーバー」2009年2月5日初版発行（1月29日発売[2]）、ISBN 978-4-05-903528-2
- 木村航（著） / 三月まうす（イラスト） 『マジカルパンプキン44キロ』 学習研究社〈メガミ文庫〉、2009年10月1日発売[3]、ISBN 978-4-05-903539-8

### 漫画
- 木村航（原作） / 三月まうす（キャラクター原案） / 伊東フミ（作画） 『ミラクルチロル44キロ』 新書館〈SPADEコミックス〉、全2巻
  1. 2011年6月26日発売[4]、ISBN 978-4-403-62115-4
  2. 2011年6月26日発売[5]、ISBN 978-4-403-62116-1